# سانتا اینس
سانتا اینس (به اسپانیایی: Santa Inés, Burgos) یک شهرستان در اسپانیا است که در کاستیا و لئون واقع شده‌است.

## خصوصیات
سانتا اینس ۱۴٫۸۷ کیلومترمربع مساحت و ۱۸۶ نفر جمعیت دارد.